# Sam Morris
Samson „Sam“ Uriah Morris (* 1908; † Juni 1976) war ein Pädagoge, Anti-Kolonialist und Menschenrechtsaktivist aus Grenada, der 1939 nach London kam und dort in den 1970ern stellvertretender Vorsitzender der Commission for Racial Equality wurde.

## Leben
Morris wurde 1908 in St Andrew’s, Grenada geboren. Einen Teil seiner Ausbildung erhielt er in Barbados am Codrington College. 1939 segelte er nach Großbritannien und diente in der British Army. Danach wurde er aktiv in der League of Coloured Peoples — die von Harold Moody gegründet worden war und für Rassengleichheit und Bürgerrechte in Britannien und weltweit kämpfte. Morris wurde 1945 Generalsekretär der Organisation. Morris beteiligte sich an verschiedenen BBC-Programmen, unter anderem Calling the West Indies und Caribbean Voices.
Im Zweiten Weltkrieg arbeitete er als Liaison Officer (Verbindungsoffizier) für Learie Constantine im Welfare Department des Colonial Office. 1953 verließ Morris Britannien auf dem Weg nach Afrika und arbeitete bei Radio Ghana, bevor er als Private Secretary und Presseoffizier für Kwame Nkrumah in Ghana arbeitete. 1967 kehrte er zurück nach Großbritannien. Dorth wirkte er als Development Officer for the Midlands mit dem National Committee for Commonwealth Immigrants. Später wurde er Assistant High Commissioner für Grenada und Stellvertretender Vorsitzender der Commission for Racial Equality. Er lebte in Hammersmith und war dort Mitglied der Hammersmith and Fulham Council for Racial Equality. Er starb im Juni 1976 in Fulham, London.

## Werke
- My Tribute to the Late George Padmore. In: Accra Evening News. 3. Oktober 1959.
- Tribute to Learie Constantine. In: New Community. Vol. 1, 1, Oktober 1971: 68–70.
- Moody — the forgotten visionary. In: New Community. Vol. 1, 3, Frühling 1972: 193–96.
- The Case and the Course: A Treatise on Black Studies. London: Committee on Black Studies 1973.

## Vermächtnis
Es gibt eine Sam Uriah Morris Society, die in East London Ausstellungen über die Geschichte der Schwarzen organisiert.